# 阿部信雄
阿部 信雄 (あべ のぶお、1948年（昭和23年）3月1日 - )は、 日本の美術評論家。
専門は、近現代美術、博物館学。父は英文学者で作家の阿部知二。兄はフランス文学者の阿部良雄。科学史家で評論家の赤木昭夫は義兄。

## 人物
兵庫県姫路市に生まれる。慶應義塾大学文学部卒業、同大学院修士課程修了。
1977年より、石橋財団ブリヂストン美術館学芸員となり、後に学芸部長を務める。1993年に退職。
1989から92年まで、東急Bunkamuraザミュージアムのプロデューサーを兼任。
ニューオータニ美術館顧問、鎌倉大谷記念美術館運営委員、セキ美術館（愛媛県）顧問を歴任した。
また、美術館外では、名古屋大学、学習院大学、成城大学、玉川大学、武蔵工業大学などの非常勤講師を務めた。
現在、フジヤマミュージアム（山梨県）、久万高原町立久万美術館（愛媛県）顧問。
日曜美術館（新日曜美術館）・クローズアップ現代・ラジオ深夜便などのNHKの番組や民放各局の報道番組などにもしばしば出演している。

## 著書
- 『ルドン』（アート・ギャラリー現代世界の美術６、共著）、集英社刊、1986
- 『ゴーギャン-楽園のまぼろし』（少年少女名作絵画館）、サンケイ新聞写真ニュース刊、1987年
- 『青木繁』（日本の水彩画）、第一法規出版刊、1989年
- 『青木繁』（新潮美術文庫）、新潮社刊、1997年
- 『芸術経営学講座１美術編』（共著）、東海大学大学出版会編、1994年
- 『博物館展示法』（新版博物館学講座、共著）、雄山閣出版刊、2000年

訳書：
- 『コンスタブル』（世界の巨匠シリーズ）、美術出版社刊、1979年

## ブリヂストン美術館に於ける展覧会企画
- 『青木・坂本の芸術とその円周』（ブリヂストン美術館開館25周年記念）、1977年
- 『生誕90年記念 安井曾太郎展』、1978年
- 『ひろしま美術館名作展』（ブリヂストン美術館・ひろしま美術館交換展）、1981年
- 『イタリア大統領来日記念 ウフィツィ美術館秘蔵イタリア名作デッサン展』（ブリヂストン美術館開館30周年記念）、1982年
- 『フランス大統領来日記念 具象絵画の革命-セザンヌから今日まで』（ブリヂストン美術館開館30周年記念）、1982年
- 『エルミタージュ美術館秘蔵レンブラント展』（ブリヂストン美術館開館30周年記念）、1982年
- 『青木繁=明治浪漫主義とイギリス』、1983年
- 『ラファエル・コラン、ジャン=ポール・ローランスと日本の弟子たち -日本近代洋画の巨匠とフランス』、1983年
- 『岡鹿之助展』、1984年
- 『古賀春江-前衛画家の歩み』、1986年
- 『ウフィツィ美術館所蔵 17世紀イタリア素描展』、1987年
- 『ピーテル・ブリューゲル全版画展』、1989年
- 『ギュスターヴ・クールベ展』、1989年
- 『メナード美術館名作展 ヨーロッパと日本近代の絵画と彫刻』、1990年
- 『モネ展』、1994年

（以上、ブリヂストン美術館にて開催）

## 阿部信雄事務所による展覧会企画・監修
- 『コーポレート・アート・コレクション展-モネ、ルノワールからピカソまで』（財団法人長野オリンピック組織委員会主催）、1997年
- 『マリー・ローランサン展』、（中日新聞社/共同通信社主催、松坂屋美術館、千葉そごう美術館、ひろしま美術館にて開催）、1997〜98年
- 『ムンク版画展』（日本放送協会主催、京都国立近代美術館、ひろしま美術館、福岡三越美術ギャラリー、千葉そごう美術館にて開催）、1999年
- 『印象派とフランス近代絵画の展開』（神戸新聞社主催、加古川総合文化センターにて開催）、2000年
- 『山寺 後藤美術館コレクション展』（東急文化村ザミュージアム、ひろしま美術館、美術館〈えき〉Kyotoにて開催）、2013〜14年